# Sierakowice (gmina)
Sierakowice (kaszub. Gmina Serakòjce) – gmina wiejska w województwie pomorskim, w powiecie kartuskim. W latach 1975–1998 gmina położona była w województwie gdańskim. W 2007 w gminie wprowadzono język kaszubski jako język pomocniczy.
Siedziba gminy to Sierakowice.
Według danych z 30 czerwca 2022 gminę zamieszkiwało 20 686 osób.
Krzyżują się tu drogi wojewódzkie nr 214 (z Warlubia do Łeby) oraz nr 211 (Słupsk – Gdańsk). Przez gminę biegnie linia kolejowa Lębork – Kartuzy – Pruszcz Gdański, obecnie nie eksploatowana. Gminę w 98% zamieszkują Kaszubi.
Gmina jest gminą dwujęzyczną – według danych pochodzących ze spisu powszechnego przeprowadzonego w 2002 roku, 39,9% ludności gminy posługuje się językiem kaszubskim.

## Struktura powierzchni
Według danych z 2005 gmina Sierakowice ma obszar 182,36 km², w tym:
- grunty orne – 8376 ha
- lasy i grunty leśne – 5213 ha
- łąki – 1152 ha
- pastwiska – 918 ha
- wody – 664 ha
- nieużytki – 631 ha
- drogi – 529 ha
- zabudowa mieszkaniowa – 400 ha
- rowy – 69 ha
- sady – 56 ha.

Użytki rolne stanowią łącznie 60% powierzchni gminy, a użytki leśne 28%.
Gmina stanowi 16,28% powierzchni powiatu.

## Demografia
| Tab. 1. Zmiana stanu ludności gminy w okresie 2002 – 2019      | Tab. 1. Zmiana stanu ludności gminy w okresie 2002 – 2019 | Tab. 1. Zmiana stanu ludności gminy w okresie 2002 – 2019 | Tab. 1. Zmiana stanu ludności gminy w okresie 2002 – 2019 | Tab. 1. Zmiana stanu ludności gminy w okresie 2002 – 2019 | Tab. 1. Zmiana stanu ludności gminy w okresie 2002 – 2019 | Tab. 1. Zmiana stanu ludności gminy w okresie 2002 – 2019 | Tab. 1. Zmiana stanu ludności gminy w okresie 2002 – 2019 | Tab. 1. Zmiana stanu ludności gminy w okresie 2002 – 2019 | Tab. 1. Zmiana stanu ludności gminy w okresie 2002 – 2019 | Tab. 1. Zmiana stanu ludności gminy w okresie 2002 – 2019 | Tab. 1. Zmiana stanu ludności gminy w okresie 2002 – 2019 | Tab. 1. Zmiana stanu ludności gminy w okresie 2002 – 2019 | Tab. 1. Zmiana stanu ludności gminy w okresie 2002 – 2019 | Tab. 1. Zmiana stanu ludności gminy w okresie 2002 – 2019 | Tab. 1. Zmiana stanu ludności gminy w okresie 2002 – 2019 | Tab. 1. Zmiana stanu ludności gminy w okresie 2002 – 2019 | Tab. 1. Zmiana stanu ludności gminy w okresie 2002 – 2019 | Tab. 1. Zmiana stanu ludności gminy w okresie 2002 – 2019 |
|                                                                | 2002                                                      | 2003                                                      | 2004                                                      | 2005                                                      | 2006                                                      | 2007                                                      | 2008                                                      | 2009                                                      | 2010                                                      | 2011                                                      | 2012                                                      | 2013                                                      | 2014                                                      | 2015                                                      | 2016                                                      | 2017                                                      | 2018                                                      | 2019                                                      |
| -------------------------------------------------------------- | --------------------------------------------------------- | --------------------------------------------------------- | --------------------------------------------------------- | --------------------------------------------------------- | --------------------------------------------------------- | --------------------------------------------------------- | --------------------------------------------------------- | --------------------------------------------------------- | --------------------------------------------------------- | --------------------------------------------------------- | --------------------------------------------------------- | --------------------------------------------------------- | --------------------------------------------------------- | --------------------------------------------------------- | --------------------------------------------------------- | --------------------------------------------------------- | --------------------------------------------------------- | --------------------------------------------------------- |
| Populacja                                                      | 15971                                                     | 16161                                                     | 16358                                                     | 16500                                                     | 16616                                                     | 16920                                                     | 17073                                                     | 17340                                                     | 17588                                                     | 18170                                                     | 18399                                                     | 18581                                                     | 18807                                                     | 19106                                                     | 19258                                                     | 19593                                                     | 19836                                                     | 20054                                                     |
| Zmiana %                                                       | -                                                         | 1,2%                                                      | 1,2%                                                      | 0,9%                                                      | 0,7%                                                      | 1,8%                                                      | 0,9%                                                      | 1,5%                                                      | 1,4%                                                      | 3,2%                                                      | 1,2%                                                      | 1,0%                                                      | 1,2%                                                      | 1,6%                                                      | 0,8%                                                      | 1,7%                                                      | 1,2%                                                      | 1,1%                                                      |
| Źródła: Dane publikowane rokrocznie przez GUS. Baza demografia |                                                           |                                                           |                                                           |                                                           |                                                           |                                                           |                                                           |                                                           |                                                           |                                                           |                                                           |                                                           |                                                           |                                                           |                                                           |                                                           |                                                           |                                                           |

Tab. 2. Dane z 31 grudzień 2019:
| Opis      | Ogółem | Ogółem | Kobiety | Kobiety | Mężczyźni | Mężczyźni |
| --------- | ------ | ------ | ------- | ------- | --------- | --------- |
| Jednostka | osób   | %      | osób    | %       | osób      | %         |
| Populacja | 20054  | 100    | 9913    | 49,5    | 10141     | 50,5      |

W ostatnich latach gmina ta notuje największy przyrost naturalny w Polsce (ponad 10 promili).

## Miejscowości
| Tab. 3. Miejscowości podstawowe oraz ich integralne części w administracji gminy Sierakowice, z wyrażeniem ich położenia geograficznego. | Tab. 3. Miejscowości podstawowe oraz ich integralne części w administracji gminy Sierakowice, z wyrażeniem ich położenia geograficznego. | Tab. 3. Miejscowości podstawowe oraz ich integralne części w administracji gminy Sierakowice, z wyrażeniem ich położenia geograficznego. | Tab. 3. Miejscowości podstawowe oraz ich integralne części w administracji gminy Sierakowice, z wyrażeniem ich położenia geograficznego. | Tab. 3. Miejscowości podstawowe oraz ich integralne części w administracji gminy Sierakowice, z wyrażeniem ich położenia geograficznego. |
| Identyfikator SIMC | Nazwa miejscowości | Rodzaj miejscowości | Miejscowość podstawowa | Położenie geograficzne |
| --- | --- | --- | --- | --- |
| 0171078 | Ameryka | część wsi | Leszczynki | 54°17′05″N 17°56′59″E/54,284722 17,949722                                                                                                |
| 0170877 | Bącka Huta | wieś | | 54°22′12″N 17°58′29″E/54,370000 17,974722                                                                                                |
| 0171003 | Bącka Huta | osada leśna | Kamienica Królewska | 54°23′03″N 17°55′33″E/54,384167 17,925833                                                                                                |
| 0170883 | Borowy Las | wieś | | 54°17′55″N 17°43′53″E/54,298611 17,731389                                                                                                |
| 0171463 | Bór | część wsi | Szopa | 54°21′50″N 18°00′38″E/54,363889 18,010556                                                                                                |
| 0170908 | Bukowo | kolonia | | 54°22′08″N 17°56′53″E/54,368889 17,948056                                                                                                |
| 0170966 | Ciechomie | część wsi | Kamienica Królewska | 54°21′58″N 17°53′26″E/54,366111 17,890556                                                                                                |
| 0171240 | Dąbrowa Puzdrowska | część wsi | Puzdrowo | 54°19′37″N 17°52′48″E/54,326944 17,880000                                                                                                |
| 0170914 | Długi Kierz | wieś | | 54°17′53″N 17°58′22″E/54,298056 17,972778                                                                                                |
| 0171405 | Dolina Jadwigi | część wsi | Smolniki | 54°20′15″N 17°45′00″E/54,337500 17,750000                                                                                                |
| 0170937 | Gowidlino | wieś | | 54°19′31″N 17°47′35″E/54,325278 17,793056                                                                                                |
| 0171084 | Jagodowo | część wsi | Leszczynki | 54°17′40″N 17°55′02″E/54,294444 17,917222                                                                                                |
| 0171345 | Janowo | część wsi | Sierakowska Huta | 54°19′25″N 17°53′29″E/54,323611 17,891389                                                                                                |
| 0171351 | Jelonko | część wsi | Sierakowska Huta | 54°18′50″N 17°54′37″E/54,313889 17,910278                                                                                                |
| 0170950 | Kamienica Królewska | wieś | | 54°23′46″N 17°53′19″E/54,396111 17,888611                                                                                                |
| 0171090 | Kamienicka Huta | część wsi | Leszczynki | 54°17′42″N 17°56′14″E/54,295000 17,937222                                                                                                |
| 0171010 | Kamienicki Młyn | wieś | | 54°24′18″N 17°53′39″E/54,405000 17,894167                                                                                                |
| 0170890 | Kamionka Gowidlińska | część wsi | Borowy Las | 54°18′14″N 17°42′56″E/54,303889 17,715556                                                                                                |
| 0171285 | Karczewko | część wsi | Sierakowice | 54°21′24″N 17°52′10″E/54,356667 17,869444                                                                                                |
| 0171500 | Karłowo | część wsi | Tuchlino | 54°17′57″N 17°50′34″E/54,299167 17,842778                                                                                                |
| 0171150 | Karwacja | część wsi | Mojusz | 54°20′36″N 17°56′36″E/54,343333 17,943333                                                                                                |
| 0170943 | Kawle | część wsi | Gowidlino | 54°19′32″N 17°49′38″E/54,325556 17,827222                                                                                                |
| 0170972 | Kokwino | część wsi | Kamienica Królewska | 54°22′42″N 17°55′50″E/54,378333 17,930556                                                                                                |
| 0170989 | Koryto | część wsi | Kamienica Królewska | 54°23′29″N 17°54′36″E/54,391389 17,910000                                                                                                |
| 0171411 | Kowale | osada | Smolniki | 54°21′10″N 17°47′23″E/54,352778 17,789722                                                                                                |
| 0171032 | Kujaty | wieś | | 54°18′05″N 17°53′04″E/54,301389 17,884444                                                                                                |
| 0171026 | Kukówka | część wsi | Kamienicki Młyn | 54°24′25″N 17°55′32″E/54,406944 17,925556                                                                                                |
| 0171055 | Lemany | wieś | | 54°18′25″N 17°46′36″E/54,306944 17,776667                                                                                                |
| 0171061 | Leszczynki | wieś | | 54°17′25″N 17°56′13″E/54,290278 17,936944                                                                                                |
| 0170920 | Lisie Jamy | część wsi | Długi Kierz | 54°18′08″N 17°57′14″E/54,302222 17,953889                                                                                                |
| 0171470 | Łączki | część wsi | Szopa | 54°21′17″N 17°59′20″E/54,354722 17,988889                                                                                                |
| 0171138 | Łyśniewo Sierakowickie | wieś | | 54°20′57″N 17°48′42″E/54,349167 17,811667                                                                                                |
| 0171227 | Migi | kolonia | | 54°22′08″N 17°52′37″E/54,368889 17,876944                                                                                                |
| 0171256 | Moczydło | część wsi | Puzdrowo | 54°19′41″N 17°51′19″E/54,328056 17,855278                                                                                                |
| 0171144 | Mojusz | wieś | | 54°20′47″N 17°57′58″E/54,346389 17,966111                                                                                                |
| 0171167 | Mojuszewska Huta | wieś | | 54°19′46″N 17°58′11″E/54,329444 17,969722                                                                                                |
| 0171180 | Mrozy | wieś | | 54°19′58″N 17°55′16″E/54,332778 17,921111                                                                                                |
| 0171109 | Nowa Ameryka | część wsi | Leszczynki | 54°18′03″N 17°55′07″E/54,300833 17,918611                                                                                                |
| 0170995 | Nowalczysko | część wsi | Kamienica Królewska | 54°22′51″N 17°55′20″E/54,380833 17,922222                                                                                                |
| 0171530 | Olszewko | część wsi | Załakowo | 54°22′04″N 17°50′40″E/54,367778 17,844444                                                                                                |
| 0171204 | Paczewo | wieś | | 54°21′52″N 17°55′24″E/54,364444 17,923333                                                                                                |
| 0171210 | Pałubice | wieś | | 54°23′26″N 17°51′23″E/54,390556 17,856389                                                                                                |
| 0171368 | Patoki | część wsi | Sierakowska Huta | 54°19′17″N 17°55′46″E/54,321389 17,929444                                                                                                |
| 0171291 | Piekiełko | część wsi | Sierakowice | 54°20′27″N 17°52′53″E/54,340833 17,881389                                                                                                |
| 0171173 | Poljańska | część wsi | Mojuszewska Huta | 54°19′20″N 17°59′32″E/54,322222 17,992222                                                                                                |
| 0171300 | Poręby | część wsi | Sierakowice | 54°21′31″N 17°52′49″E/54,358611 17,880278                                                                                                |
| 0171440 | Przylesie | część wsi | Szklana | 54°19′24″N 17°56′55″E/54,323333 17,948611                                                                                                |
| 0171233 | Puzdrowo | wieś | | 54°20′18″N 17°51′21″E/54,338333 17,855833                                                                                                |
| 0171262 | Puzdrowski Młyn | część wsi | Puzdrowo | 54°20′39″N 17°50′49″E/54,344167 17,846944                                                                                                |
| 0171517 | Rębienica | część wsi | Tuchlino | 54°18′43″N 17°49′47″E/54,311944 17,829722                                                                                                |
| 0171279 | Sierakowice | wieś | | 54°20′44″N 17°53′38″E/54,345556 17,893889                                                                                                |
| 0171339 | Sierakowska Huta | wieś | | 54°19′11″N 17°54′35″E/54,319722 17,909722                                                                                                |
| 0171380 | Skrzeszewo | wieś | | 54°24′38″N 17°50′20″E/54,410556 17,838889                                                                                                |
| 0171397 | Smolniki | wieś | | 54°20′51″N 17°45′25″E/54,347500 17,756944                                                                                                |
| 0171316 | Sosnowa Góra | część wsi | Sierakowice | 54°20′40″N 17°55′09″E/54,344444 17,919167                                                                                                |
| 0171115 | Srocze Góry | część wsi | Leszczynki | 54°18′12″N 17°55′52″E/54,303333 17,931111                                                                                                |
| 0171428 | Stara Huta | wieś | | 54°18′53″N 17°43′12″E/54,314722 17,720000                                                                                                |
| 0171196 | Stara Maszyna | część wsi | Mrozy | 54°20′14″N 17°54′51″E/54,337222 17,914167                                                                                                |
| 0171434 | Szklana | wieś | | 54°18′56″N 17°56′32″E/54,315556 17,942222                                                                                                |
| 0171457 | Szopa | wieś | | 54°21′37″N 17°58′21″E/54,360278 17,972500                                                                                                |
| 0171121 | Szramnica | część wsi | Leszczynki | 54°17′21″N 17°55′09″E/54,289167 17,919167                                                                                                |
| 0171486 | Tuchlinek | kolonia wsi | Tuchlino | 54°18′39″N 17°53′45″E/54,310833 17,895833                                                                                                |
| 0171492 | Tuchlino | wieś | | 54°18′46″N 17°51′29″E/54,312778 17,858056                                                                                                |
| 0171374 | Welk | część wsi | Sierakowska Huta | 54°18′33″N 17°55′21″E/54,309167 17,922500                                                                                                |
| 0171322 | Wygoda Sierakowska | część wsi | Sierakowice | 54°20′29″N 17°55′27″E/54,341389 17,924167                                                                                                |
| 0171523 | Załakowo | wieś | | 54°23′01″N 17°50′44″E/54,383611 17,845556                                                                                                |
| 0171049 | Zarębisko | część wsi | Kujaty | 54°18′02″N 17°52′33″E/54,300556 17,875833                                                                                                |
| Źródła: Wykaz urzędowych nazw miejscowości i ich części(xls),Zbiory danych państwowego rejestru nazw geograficznych -2025-08-17          | | | | |

- Piramida wieku mieszkańców gminy Sierakowice w 2014 roku[1]:

## Ochrona przyrody
- Kaszubski Park Krajobrazowy
- Lasy Mirachowskie
- rezerwat przyrody Jezioro Turzycowe
- rezerwat przyrody Żurawie Chrusty

## Sąsiednie gminy
Cewice, Chmielno, Czarna Dąbrówka, Kartuzy, Linia, Parchowo, Stężyca, Sulęczyno